# Lijst van zoogdieren in Costa Rica
Het Midden-Amerikaanse land Costa Rica kent een enorme biodiversiteit. Ongeveer 240 zoogdiersoorten bewonen Costa Rica.

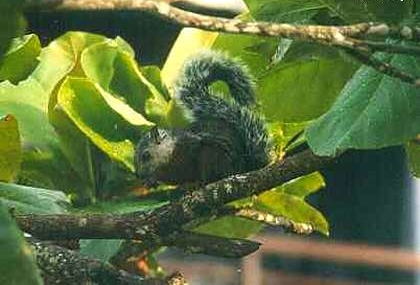
De roodstaartboomeekhoorn (Sciurus granatensis) uit de familie Sciuridae

## OrdeArtiodactyla: Evenhoevigen
- Familie Cervidae: Herten
  - Midden-Amerikaans rood spieshert - Mazama temama
  - Witstaarthert - Odocoileus virginianus

- Familie Tayassuidae: Pekari’s
  - Witlippekari - Tayassu albirostris
  - Halsbandpekari - Tayassu tajuca

## OrdeCarnivora: Roofdieren
- Familie Canidae: Hondachtigen
  - Prairiewolf - Canis latrans
  - Grijze vos - Urocyon cinereoargenteus

- Familie Felidae: Katachtigen
  - Jaguarundi - Herpailurus yaguaroundi
  - Ocelot - Leopardus pardalis
  - Tijgerkat - Leopardus tigrinus
  - Margay - Leopardus wiedii
  - Jaguar - Panthera onca
  - Poema - Puma concolor

- Familie Mephitidae: Skunks
  - Amazone-varkenssnuitskunk - Conepatus semistriatus
  - Gekraagde skunk - Mephitis macroura
  - Zuidelijke gevlekte skunk - Spilogale angustifrons
  - Oostelijke gevlekte skunk - Spilogale putorius

- Familie Mustelidae: Marterachtigen
  - Tayra - Eira barbata
  - Gewone grison - Galictis vittata
  - Neotropische visotter - Lutra lomgicaudis
  - Langstaartwezel - Mustela frenata

- Familie Procyonidae: Kleine Beren
  - Olingo - Bassaricyon gabbii
  - Harris' olingo - Bassaricyon lasius [endemisch]
  - Midden-Amerikaanse katfret - Bassariscus sumichrasti
  - Witsnuitneusbeer - Nasua narica
  - Rolstaartbeer - Potos flavus
  - Krabbenetende wasbeer - Procyon cancrivorus
  - Wasbeer - Procyon lotor

## OrdeCetacea: Walvisachtigen
- Familie Balaenopteridae: Vinvissen
  - Edens vinvis - Balaenoptera edeni
  - Bultrug - Megaptera novaeangliae

- Familie Delphinidae: Dolfijnen
  - Gewone dolfijn - Delphinus delphis
  - Dwerggriend - Feresa attenuata
  - Indische griend - Globicephala macrorhynchus
  - Grijze dolfijn - Grampus griseus
  - Orka - Orcinus orca
  - Witlipdolfijn - Peponocephala electra
  - Zwarte zwaardwalvis - Pseudorca crassidens
  - Amazonedolfijn - Sotalia fluviatilis
  - Slanke dolfijn - Stenella attenuata
  - Gestreepte dolfijn - Stenella coeruleoalba
  - Gevlekte dolfijn - Stenella frontalis
  - Langsnuitdolfijn- Stenella longirostris
  - Snaveldolfijn- Steno bredanensis
  - Tuimelaar - Tursiops truncatus

- Familie Physeteridae: Potvissen
  - Dwergpotvis - Kogia breviceps
  - Kleinste potvis - Kogia simus
  - Potvis - Physeter catodon

- Familie Ziphiidae: Spitssnuitdolfijnen
  - Zuidelijke butskop - Hyperoodon planifrons
  - Dolfijn van Cuvier - Ziphius cavirostris

## OrdeChiroptera: Vleermuizen
- Familie Desmodontia: Vampiervleermuizen
  - Gewone vampier - Desmodus rotundus
  - Witvleugelvampier - Diaemus youngi
  - Ruigpootvampier - Diphylla ecaudata

- Familie Emballonuridae: Zakvleugelvleermuizen
  - Grijze zakvleugelvleermuis - Balantiopteryx plicata
  - Ruigharige vleermuis - Centronycteris centralis
  - Kastanjebruine zakvleugelvleermuis - Cormura brevirostris
  - Grijze schedestaartvleermuis - Cyttarops alecto
  - Spookvleermuis - Diclidurus albus
  - Grote hondsvleermuis - Peropteryx kappleri
  - Kleine hondsvleermuis - Peropteryx macrotis
  - Langneusvleermuis - Rhynchonycteris naso
  - Tweestrepige zakvleermuis - Saccopteryx bilineata
  - Kleine tweestrepige zakvleermuis - Saccopteryx leptura

- Familie Furipteridae: Furievleermuizen
  - Kortduimvleermuis - Furipterus horrens

- Familie Molossidae: Bulvleermuizen
  - Mexicaanse hondskopvleermuis - Cynomops mexicanus
  - Shaw-bulvleermuis - Eumops auripendulus
  - Dwergbulvleermuis - Eumops bonariensis
  - Wagner-bulvleermuis - Eumops glaucinus
  - Sanborn-bulvleermuis - Eumops hansae
  - Coiba-fluweelvleermuis - Molossus coibensis
  - Bonda-fluweelvleermuis - Molossus currentium
  - Pallas-fluweelvleermuis - Molossus molossus
  - Miller-fluweelvleermuis - Molossus pretiosus
  - Zwarte fluweelvleermuis - Molossus rufus
  - Allen-fluweelvleermuis - Molossus sinaloae
  - Guanovleermuis - Tadarida brasiliensis

- Familie Mormoopidae: Bladkinvleermuizen
  - Kleine kaalrugvleermuis - Pteronotus davyi
  - Grote kaalrugvleermuis - Pteronotus gymnonotus
  - Parnell-snorbaardvleermuis -  Pteronotus parnellii
  - Snorbaardvleermuis - Pteronotus personatus

- Familie Natalidae: Trechteroorvleermuizen
  - Mexicaanse trechteroorvleermuis - Natalus stramineus

- Familie Noctilionidae: Hazenlipvleermuizen
  - Kleine hazenlipvleermuis - Noctilio albiventris
  - Grote hazenlipvleermuis - Noctilio leporinus

- Familie Phyllostomidae: Amerikaanse bladneusvleermuizen
  - Handley-haarpootvleermuis - Anoura cultrata
  - Geoffroys bladneusvleermuis - Anoura geoffroyi
  - Hooglandvruchtenvleermuis - Artibeus aztecus
  - Gervais-vruchtenvleermuis - Artibeus cinereus
  - Kleine vruchtenvleermuis - Artibeus glaucus
  - Jamaica-vruchtenvleermuis - Artibeus jamaicensis
  - Grote vruchtenvampier - Artibeus lituratus
  - Dwergvruchtenvleermuis - Artibeus phaeotis
  - Laaglandvruchtenvleermuis - Artibeus toltecus
  - Watson-vruchtenvleermuis - Artibeus watsoni
  - Kastanjekleurige kortstaartvleermuis - Carollia castanea
  - Brilbladneusvleermuis - Carollia perspicillata
  - Noordelijke kortstaartvleermuis - Carollia sowelli
  - Rode kortstaartvleermuis - Carollia subrufa
  - Grijsaardvleermuis - Centurio senex
  - Salvins bladneusvleermuis - Chiroderma salvini
  - Kleine grootoogvleermuis - Chiroderma trinitatum
  - Ruigharige vleermuis - Chiroderma villosum
  - Godman-langstaartvleermuis - Choeroniscus godmani
  - Wolharige valse vampiervleermuis - Chrotopterus auritus
  - Witte vleermuis - Ectophylla alba
  - Fluweelvruchtenvleermuis - Enchisthenes hartii
  - Bruine langtongvleermuis - Glossophaga comissarisi
  - Grijze langtongvleermuis - Glossophaga leachii
  - Kleine langtongvleermuis - Glossophaga soricina
  - Kleine grootoorvleermuis - Glyphonycteris daviesi
  - Bruine kortoorvleermuis - Glyphonycteris sylvestris
  - Underwood-langtongvleermuis - Hylonycteris underwoodi
  - Oranjekeelgrootoorvleermuis - Lampronycteris brachyotis
  - Bruine langneusvleermuis - Lichonycteris obscura
  - Goldman-nectarvleermuis - Lonchophylla mordax
  - Panamese langtongnectarvleermuis - Lonchophylla robusta
  - Zwaardneusvleermuis - Lonchorhina aurita
  - Braziliaanse rondoorvleermuis - Lophostoma brasiliense
  - Witkeelrondoorvleermuis - Lophostoma silvicolum
  - Langpootvleermuis - Macrophyllum macrophyllum
  - MacConnell-vleermuis - Mesophylla macconnelli
  - Harige grootoorvleermuis - Micronycteris hirsuta
  - Kleine kortoorvleermuis - Micronycteris microtis
  - Dwerggrootoorvleermuis - Micronycteris minuta
  - Schmidt-kortoorvleermuis - Micronycteris schmidtorum
  - Gouden lansneusvleermuis - Mimon cozumelae
  - Gestreepte lansneusvleermuis - Mimon crenulatum
  - Noordelijke lansneusvleermuis - Phylloderma stenops
  - Bonte lansneusvleermuis - Phyllostomus discolor
  - Grote lansneusvleermuis - Phyllostomus hastatus
  - Witstreepbreedneusvleermuis - Platyrrhinus helleri
  - Grote breedneusvleermuis - Platyrrhinus vittatus
  - Sturnira burtonlimi
  - Geelschoudervleermuis - Sturnira lilium
  - Hooglandgeelschoudervleermuis - Sturnira ludovici
  - Luis-geelschoudervleermuis - Sturnira luisi
  - Talamanca-geelschoudervleermuis - Sturnira mordax
  - Streepkoprondoorvleermuis - Tonatia saurophila
  - Franjelipvleermuis - Trachops cirrhosus
  - Niceforo-grootoorvleermuis - Trinycteris nicefori
  - Prieelvleermuis - Uroderma bilobulatum
  - Gestreepte geeloorvleermuis - Vampyressa nymphaea
  - Kleine geeloorvleermuis - Vampyressa pusilla
  - Grote streepgezichtvleermuis - Vampyrodes caraccioli
  - Grote onechte vampier - Vampyrum spectrum

- Familie Thyropteridae: Hechtschijfvleermuizen
  - Hondurashechtschijfvleermuis - Thyroptera discifera
  - Driekleurhechtschijfvleermuis - Thyroptera tricolor

- Familie Vespertilionidae: Gladneusvleermuizen
  - Bleke woestijnvleermuis - Bauerus dubiaquercus
  - Braziliaanse bruine vleermuis - Eptesicus brasiliensis
  - Argentijnse bruine vleermuis - Eptesicus furinalis
  - Grote bruine vleermuis - Eptesicus fuscus
  - Westelijke rode vleermuis - Lasiurus blossevillii
  - Haarstaartvleermuis - Lasiurus castaneus
  - Zuidelijke gele vleermuis - Lasiurus ega
  - Zilverharige platsnuitvleermuis - Myotis albescens
  - Sierlijke platsnuitvleermuis - Myotis elegans
  - Haarpotige platsnuitvleermuis - Myotis keaysi
  - Zwarte platsnuitvleermuis - Myotis nigricans
  - Bergplatsnuitvleermuis - Myotis oxyotus
  - Oeverplatsnuitvleermuis - Myotis riparius
  - Thomas-gele vleermuis - Rhogeessa io
  - Kleine gele vleermuis - Rhogeessa tumida

## OrdeLipotyphla: Insecteneters
- Familie Soricidae: Spitsmuizen
  - Gewone kortoorspitsmuis - Cryptotis gracilis
  - Merriam-kortoorspitsmuis - Cryptotis merriami
  - Monteverde-kortoorspitsmuis - Cryptotis monteverdensis
  - Zwarte kortoorspitsmuis - Cryptotis nigrescens
  - Midden-Amerikaanse kortoorspitsmuis - Cryptotis orophila

## OrdeLagomorpha: Haasachtigen
- Familie Leporidae: Echte haasachtigen
  - Braziliaans konijn - Sylvilagus brasiliensis
  - Dices katoenstaartkonijn - Sylvilagus dicei
  - Floridakonijn - Sylvilagus floridanus

## OrdeMarsupialia: Buideldieren
- Familie Didelphidae: Buidelratten
  - Derby-wolhaaropossum - Caluromys derbianus
  - Wateropossum - Chironectes minimus
  - Zwartooropossum - Didelphis marsupialis
  - Virginiaanse opossum - Didelphis virginiana
  - Alston-dwergbuidelrat - Micoureus alstoni
  - Mexicaanse dwergbuidelrat - Marmosa mexicana
  - Zeledon-dwergbuidelrat - Marmosa zeledoni
  - Grijze vieroogbuidelrat - Metachirops (Philander) opossum
  - Kaalstaartbuidelrat - Metachirus nudicaudatus

## OrdePerissodactyla: Onevenhoevigen
- Familie Tapiridae: Tapirs
  - Midden-Amerikaanse tapir - Tapirus bairdii

## OrdePrimates: Primaten
- Familie Cebidae: Grijpstaartapen
  - Mantelbrulaap - Alouatta palliata
  - Noordelijke doeroecoeli - Aotus lemurinus
  - Gewone kapucijneraap - Cebus capucinus
  - Geel doodshoofdaapje - Saimiri oerstedii
  - Zwarthandslingeraap - Ateles geofrroyi

## OrdeRodentia: Knaagdieren
- Familie Cricetidae: Hamsterachtigen en muizen van de Nieuwe Wereld
  - Alfaro-rijstrat - Handleyomys alfaroi
  - Donkergekleurde rijstrat - Melanomys caliginosus
  - Bergrijstrat - Nephelomys albigularis
  - Boquete-rijstrat - Nephelomys devius
  - Midden-Amerikaanse vesperrat - Nyctomys sumichrasti
  - Boomrijstrat - Oecomys trinitatis
  - Noordelijke dwergrijstrat - Oligoryzomys fulvescens
  - Gewone dwergrijstrat - Oligoryzomys vegetus
  - Coues-rijstrat - Oryzomys couesi
  - Grootoorboomrat - Ototylomys phyllotis
  - Mexicaanse hertmuis - Peromyscus mexicanus
  - Kortneusoogstmuis - Reithrodontomys brevirostris
  - Panamese oogstmuis - Reithrodontomys creper
  - Slanke oogstmuis - Reithrodontomys gracilis
  - Mexicaanse oogstmuis - Reithrodontomys mexicanus
  - Reithrodontomys musseri [endemisch]
  - Nicaraguaanse oogstmuis - Reithrodontomys paradoxus
  - Rodríguez' oogstmuis - Reithrodontomys rodriguezi [endemisch]
  - Sumichrast-oogstmuis - Reithrodontomys sumichrasti
  - Goldman-watermuis - Rheomys raptor
  - Underwood-watermuis - Rheomys underwoodi
  - Zuidelijke katoenrat - Sigmodon hirsutus
  - Alfaro-rijstrat - Sigmodontomys alfari
  - Harris-rijstrat - Sigmodontomys aphrastus
  - Alston-stekelmuis - Scotinomys teguina
  - Chiriqui-stekelmuis - Scotinomys xerampelinus
  - Peruaanse rijstrat - Transandinomys bolivaris
  - Talamanca-rijstrat - Transandinomys talamancae
  - Watson-boomrat - Tylomys watsoni
  - Breedvoetrietmuis - Zygodontomys brevicauda

- Familie Dasyproctidae: Agouti-achtigen
  - Grote paca - Cuniculus paca
  - Midden-Amerikaanse agouti - Dasyprocta punctata

- Familie Echimyidae: Stekelratten
  - Lanshaarrat - Hoplomys gymnurus
  - Tomes-stekelrat - Proechimys semispinosus

- Familie Erethizontidae: Boomstekelvarkens
  - Mexicaans wolharig grijpstaartstekelvarken - Coendou mexicanus

- Familie Geomyidae: Wangzakgoffers
  - Chiriquí-wangzakgoffer - Orthogeomys cavator
  - Cherrie-wangzakgoffer - Orthogeomys cherriei [endemisch]
  - Costa Ricaanse wangzakgoffer - Orthogeomys heterodus [endemisch]
  - Underwood-wangzakgoffer - Orthogeomys underwoodi

- Familie Heteromyidae: Stekelmuisgoffers
  - Bosstekelmuisgoffer - Heteromys desmarestianus
  - Heteromys nubicolens [endemisch]
  - Bergstekelmuisgoffer - Heteromys oresterus
  - Salvin-stekelmuisgoffer - Liomys salvini

- Familie Muridae: Muizen
  - Huismuis - Mus musculus
  - Bruine rat - Rattus norvegicus
  - Zwarte rat - Rattus rattus

- Familie Sciuridae: Eekhoorns
  - Panama-dwergeekhoorn - Microsciurus alfari
  - Westelijke dwergeekhoorn - Microsciurus mimulus
  - Deppe’s boomeekhoorn - Sciurus deppei
  - Roodstaartboomeekhoorn - Sciurus granatensis
  - Grote gevlekte boomeekhoorn - Sciurus variegatoides
  - Midden-Amerikaanse bergeekhoorn - Syntheosciurus brochus

## OrdeSirenia: Zeekoeien
- Familie Trichechidae: Lamantijnen
  - Caribische lamantijn - Trichechus manatus

## OrdeXenarthra: Tandarmen
- Familie Bradypodidae: Drievingerige luiaards
  - Drievingerig luiaard - Bradypus variegatus
- Familie Megalonychidae: Tweevingerige luiaards
  - Hoffmanns tweevingerig luiaard - Choloepus hoffmanni
- Familie Dasypodidae: Gordeldieren
  - Gewoon kaalstaartgordeldier - Cabassous centralis
  - Negenbandgordeldier - Dasypus novemcinctus
- Familie Myrmecophagidae: Miereneters
  - Dwergmiereneter - Cyclopes didactylus
  - Reuzenmiereneter - Myrmecophaga tridactyla
  - Noordelijke boommiereneter - Tamandua mexicana